# Beker van Albanië 2009/10
De Beker van Albanië 2009/10 is de 57ste editie van dit voetbaltoernooi. Het toernooi begon op 23 september 2009 met de eerste voorronde en eindigt op 9 mei met de finale. Titelhouder is Flamurtari Vlorë. De bekerwinnaar plaatst zich voor de tweede kwalificatieronde van de UEFA Europa League 2010/11.

## Eerste voorronde
De wedstrijden werden gespeeld op 23 september.
| Team 1              | Res.    | Team 2             |
| ------------------- | ------- | ------------------ |
| Naftëtari Kuçovë    | 0-1 nv  | Çlirimi Fieri      |
| Adriatiku Mamurrasi | 2-0     | Korabi Peshkopi    |
| Erzeni Shijak       | 2-4     | Iliria Fushe Krujë |
| KF Luz i Vogël 2008 | 3-0 (r) | Përparimi Kukës    |
| KF Vlorë            | 2-1     | KF Këlcyra         |
| KS Tomori Berat     | 2-0     | SK Përmeti         |
| Domosdova Përrenjas | 2-1     | KF Maliqi          |
| KS Delvina          | 5-0     | SK Himarë          |

## Tweede voorronde
De wedstrijden werden gespeeld op 30 september.
| Team 1              | Res. | Team 2              |
| ------------------- | ---- | ------------------- |
| KF Luz i Vogël 2008 | 2-1  | Çlirimi Fieri       |
| Adriatiku Mamurrasi | 2-1  | Iliria Fushe Krujë  |
| KF Vlorë            | 5-3  | KS Delvina          |
| KS Tomori Berat     | 4-1  | Domosdova Përrenjas |

## Eerste Ronde
De heenwedstrijden werden op 14 oktober gespeeld, de terugwedstrijden op 4 en 11 november gespeeld.
| Team 1                | Tot.  | Team 2              | 1e wedstr. | 2e wedstr. |
| --------------------- | ----- | ------------------- | ---------- | ---------- |
| KF Luz i Vogël 2008   | 3-4   | SK Tirana           | 3-1        | 0-3        |
| Adriatiku Mamurrasi   | 2-5   | Dinamo Tirana       | 2-3        | 0-2        |
| KF Memaliaj           | 1-4   | KS Shkumbini Peqin  | 1-2        | 0-2        |
| KS Pogradeci          | 2-4   | KS Besa Kavajë      | 2-3        | 0-1        |
| Beselidhja Lezhe      | 2-6   | KF Laçi             | 1-2        | 1-4        |
| Sopoti Librazhd       | 1-8   | KS Kastrioti Krujë  | 0-4        | 1-4        |
| Turbina Cërrik        | 1-3   | KS Bylis Ballsh     | 1-0        | 0-3        |
| KS Burreli            | 1-3   | KS Lushnja          | 0-0        | 1-3        |
| KF Vlorë              | 0-1   | KS Teuta Durrës     | 0-3 (r)    | 0-1        |
| KF Gramshi            | 0-3   | KS Flamurtari Vlorë | 0-3        | 0-0        |
| Bilisht Sporti        | 3-8   | Apolonia Fier       | 3-1        | 0-7        |
| KF Skrapari           | 10-12 | Skënderbeu Korçë    | 5-3        | 5-9        |
| Luftëtari Gjirokastër | 2-7   | Gramozi Ersekë      | 1-3        | 1-4        |
| KS Ada Velipojë       | 1-2   | Partizan Tirana     | 0-0        | 1-2        |
| Dajti Kamëz           | 2-1   | KS Elbasani         | 2-1        | 0-0        |
| KS Tomori Berat       | 1-9   | KS Vllaznia Shkodër | 0-4        | 1-5        |

## Tweede Ronde
De heenwedstrijden werden op 25 november gespeeld, de terugwedstrijden op 9 december gespeeld.
| Team 1             | Tot. | Team 2              | 1e wedstr. | 2e wedstr. |
| ------------------ | ---- | ------------------- | ---------- | ---------- |
| Partizan Tirana    | 1-3  | KS Teuta Durrës     | 1-1        | 0-2        |
| KS Bylis Ballsh    | 2-3  | Dinamo Tirana       | 1-0        | 1-3        |
| KS Lushnja         | 3-4  | SK Tirana           | 2-2        | 1-2        |
| Dajti Kamëz        | 3-5  | KS Vllaznia Shkodër | 1-3        | 2-2        |
| KS Kastrioti Krujë | 1-2  | KS Shkumbini Peqin  | 1-1        | 0-1        |
| Gramozi Ersekë     | 2-1  | KS Flamurtari Vlorë | 1-0        | 1-1        |
| Skënderbeu Korçë   | 2-2  | Apolonia Fier       | 1-0        | 1-2        |
| KF Laçi            | 1-2  | KS Besa Kavajë      | 0-1        | 1-1        |

## Derde Ronde
De heenwedstrijden werden op 10 en 24 februari en 2 maart gespeeld, de terugwedstrijden op 24 februari en 16 en 17 maart gespeeld.
| Team 1             | Tot.    | Team 2              | 1e wedstr. | 2e wedstr. |
| ------------------ | ------- | ------------------- | ---------- | ---------- |
| Gramozi Ersekë     | 1-1 (u) | KS Teuta Durrës     | 1-1        | 0-0        |
| KS Besa Kavajë     | (u) 4-4 | SK Tirana           | 2-0        | 2-4        |
| KS Shkumbini Peqin | 3-1     | Dinamo Tirana       | 2-1        | 1-0        |
| Skënderbeu Korçë   | 0-4     | KS Vllaznia Shkodër | 0-0        | 0-4        |

## Halve finale
De heenwedstrijden werden op 24 maart gespeeld, de terugwedstrijden op 7 april gespeeld.
| Team 1          | Tot. | Team 2              | 1e wedstr. | 2e wedstr. |
| --------------- | ---- | ------------------- | ---------- | ---------- |
| KS Besa Kavajë  | 2-1  | KS Shkumbini Peqin  | 1-1        | 1-0        |
| KS Teuta Durrës | 1-2  | KS Vllaznia Shkodër | 1-0        | 0-2        |

## Finale
De wedstrijd werd op 9 mei 2010 gespeeld.
| Plaats | Winnaar        | Uitslag | Finalist            |
| ------ | -------------- | ------- | ------------------- |
| Tirana | KS Besa Kavajë | 2-1 nv  | KS Vllaznia Shkodër |